# 帕维尔·西米金
帕维尔·弗拉基米罗维奇·西米金（羅馬化：Pavel Vladimirovich Simigin；1968年7月26日—）是俄罗斯政治人物，第八届国家杜马代表。
2004年至2014年，西米金担任一个名为“新加坡”公司的商务总监。2006年至2009年，他担任第五届阿穆尔河畔共青城国家杜马代表助理。2014年9月14日，他当选第六届哈巴罗夫斯克边疆区立法杜马代表。2021年9月起，他担任第八届国家杜马代表。

## 制裁
西米金于2022年因俄乌战争而受到英国政府制裁。